# Boeing KC-97 Stratotanker
O Boeing KC-97 Stratotanker foi um avião de reabastecimento aéreo dos EUA, baseado na plataforma do avião cargueiro Boeing C-97 Stratofreighter.

## História

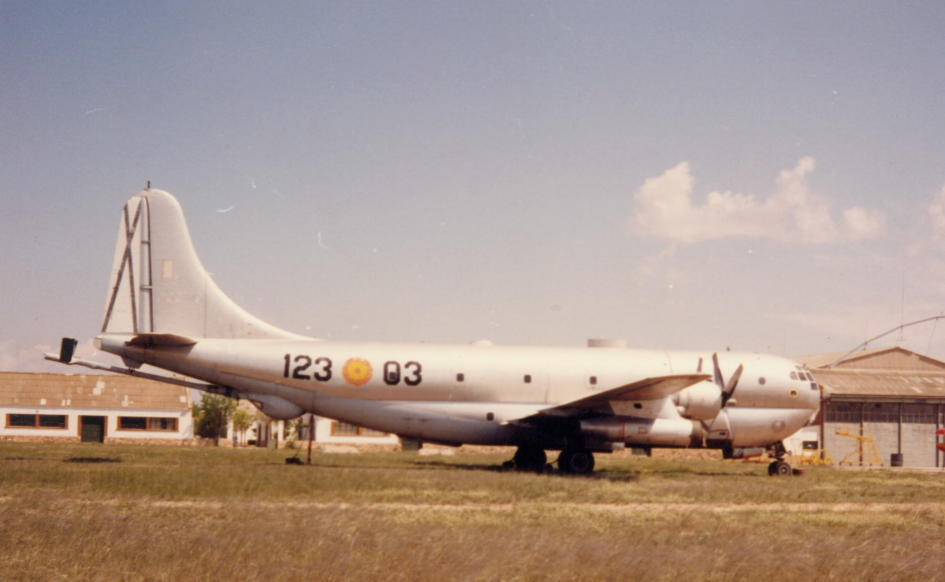
KC - 97 da Força Aérea Espanhola

Desenvolvido a partir do Boeing C-97 Stratofreighter, o KC -97 fez seu primeiro voo em 1950. Posteriormente foi incorporado à USAF, onde por muitos anos foi o principal  avião de reabastecimento até ser substituído pelo Boeing KC-135 Stratotanker em 1955. Com isso os KC -97 foram transferidos para a Air Force Reserve Command (AFRC) e Air National Guard (ANG). O último KC - 97 foi retirado de serviço em 1978 das Texas e Utah Air National Guard.
Entre 1972 e 1976 a USAF transferiu 3 KC-97L à Força Aérea Espanhola que foram utilizados no esquadrão 123 da Ala 12 da Base Aérea de Torrejón para missões de reabastecimento dos F-4 Phantom.
Um total de 816 KC-97 foram construídos pela Boeing enquanto que apenas 74 da versão de carga C-97 Stratofreighter foram construídos.

## Operadores
Espanha
- Força Aérea Espanhola (1972-1976)

 Estados Unidos
- Força Aérea dos Estados Unidos (1950-1978)

## Especificações (KC-97L)
Dados de: USAF Museum. e FAS.
Descrições gerais
- Tripulação: 6 - piloto comandante, co-piloto, navegador, engenheiro de voo, operador de rádio e operador de reabastecimento
- Capacidade: 34 000 l (8 980 US-gal) de combustível de jato para reabastecimento aéreo
- Comprimento: 35,78 m (120 ft)
- Envergadura: 43,02 m (140 ft)
- Altura: 11,68 m (38 ft)
- Peso vazio: 38 782 kg (85 500 lb)
- Peso bruto (carregado): 69 399 kg (153 000 lb)
- Peso de decolagem: 79 378 kg (175 000 lb)

Motorização
- Número de motores: 6x
- Tipo do motor: 2x Turbofans e 4x Motores a pistão radiais
- Fabricante/modelo: 2x turbojatos General Electric J47-GE-23 e 4x motores a pistão radiais Pratt & Whitney R-4360-59
- Descrição do propulsor/hélice: Empuxo de 5 790 lbf (2 630 kgf) (25,75 kN) nos turbojatos e potência de 3 500 hp (2 610 kW) nos motores a pistão

Performance
- Velocidade máxima: 644 km/h (400 mph)
- Velocidade total em Nó: 347,64 kn (644 km/h)
- Alcance: 3 700 km (2 300 mi)
- Tecto de serviço: 9 144 m (30 000 ft)